# Culmer Akademie

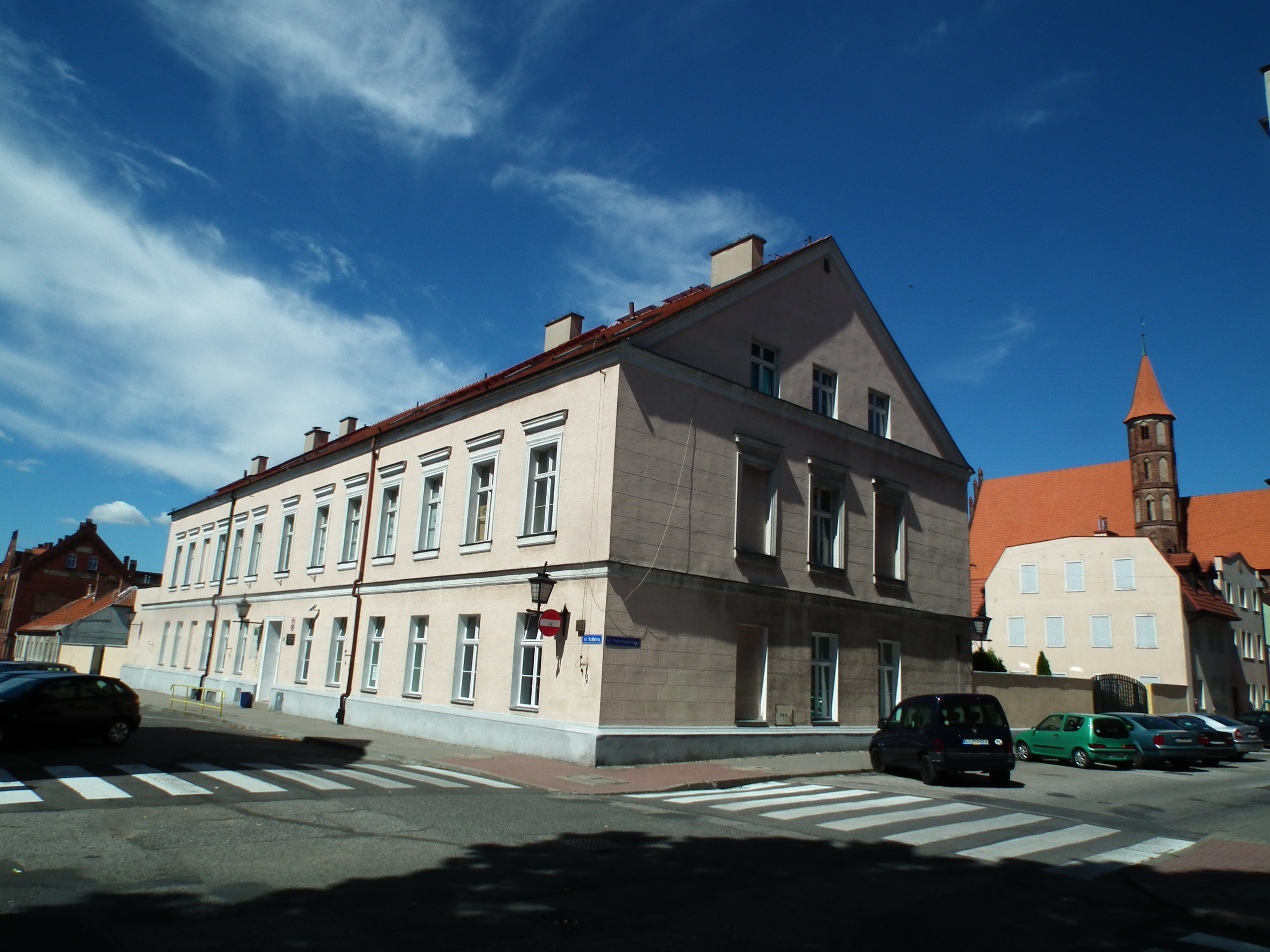
Gebäude der Culmer Akademie

Die Culmer Akademie (lateinisch Academia Culmensis; polnisch Akademia Chełmińska) war eine Bildungseinrichtung in Culm (Chełmno) in Preußen von 1756 bis 1779.

## Geschichte
Vorherige Schulen
1386 erteilte Papst Urban VI. ein Privileg zur Gründung eines Studium generale in Culm als Filiale der Universität Bologna, die jedoch wahrscheinlich nie umgesetzt wurde, ebenso nicht 1454 nach einer Zustimmung von Kaiser Sigismund.
1473 gründeten Brüder vom gemeinsamen Leben eine Schule (schola particularis) in Culm, die  bis 1539 bestand. Seit 1554 gab es ein protestantisches Gymnasium unter dem Rektor Johann Hoppe, das aber nach zwei Jahren auf Grund von Unstimmigkeiten zwischen protestantischen und katholischen Repräsentanten der Stadt wieder schließen musste. In den folgenden Jahrzehnten bestand eine Schule, über die es aber kaum Informationen gibt.
Akademisches Gymnasium und Akademie
1676 bekamen die in die Stadt gekommenen Missionare vom heiligen Vinzenz von Paul die Leitung über die Schule übertragen. 1692 wandelte deren Superior Giovanni Fabri diese in ein Akademisches Gymnasium um. Dafür konnte er eine Lehrkraft aus der Universität Krakau gewinnen.
1756 wurde diese formell eine „Kolonie“ der Universität und nannte sich Culmer Akademie (Academia Culmensis). Sie unterstand der Universität, die auch die Lehrkräfte stellte. Die Culmer Akademie war eine der zahlenmäßig größten Kolonien, neben denen in Poznań (Posen) und Lwiw (Lemberg).
Sie war die einzige universitäre Bildungsanstalt in Polnisch-Preußen. Der wirtschaftliche und finanzielle Unterhalt erfolgte weiter durch die Stadt.
Nach dem Übergang des Gebietes an das Königreich Preußen beendete die Krakauer Universität 1779 die Zusammenarbeit. Die Schule wurde nun von der Stadt mit Beteiligung des Bistums Culm weitergeführt. 1815 wurde sie geschlossen.
Spätere Einrichtungen
1818 wurde in dem Gebäude eine Höhere Bürgerschule eingerichtet. 1837 wurde dort ein neues katholisches Gymnasium eröffnet, das bis 1939 bestand.

## Strukturen
Akademisches Gymnasium 1692–1755
Das Akademische Gymnasium hatte vier Klassen, in denen Poetik, Rhetorik, Syntax und Grammatik gelehrt wurden. Dafür waren  zwei Lehrkräfte angestellt, für die beiden ersten Fächer ein Professor aus der Universität Krakau, für die anderen meist ein Ordensbruder der Missionare. Die Leitung der Schule hatte der Superior des Ordens, der gleichzeitig auch Propst der Stadt war.
Im ersten Jahr 1692/93 gab es 81 Schüler, die jeweils nur eine der Klassen besuchten. Die meisten Namen waren polnisch. Im Unterricht wurden ausschließlich lateinische Texte behandelt.
Akademie 1756–1779
Ab 1756 war die Schule eine Akademie der Universität Krakau. Der Rektor wurde von dieser eingesetzt, daneben gab es ein Provisorat, in dem Vertreter der Stadt und der Propst vertreten waren.
Lehrer waren überwiegend Professoren der Universität. Ein weiteres Unterrichtsfach wurde Philosophie.
Gymnasium 1780–1815
Seit 1780 lag die Leitung der Schule wieder in den Händen der Stadt unter maßgeblicher Einwirkung des Bischofs. Lehrer waren nun überwiegend Ordensbrüder der Missionare. Die Fächerzusammenstellung blieb die gleiche.

## Persönlichkeiten
Dekane
(waren bis 1755 die Superiore der Missionarsbrüder)
- Giovanni Antonio Fabri (Jan Antoni Fabri), 1692–1695, organisierte die Gründung des Akademischen Gymnasiums
- Jakub Ignacy Cyboni, 1695–1699
- Łukasz Rochon, 1699–1718
- Michał Mateusz Walther, 1718–1725
- Jan Jakub Mroczek, 1726–1738
- Kazimierz Franciszek Goraczyński, 1738–1755

Lehrer
- Grzegorz Gerwazy Gorczycki, 1692–1694 Poetik und Rhetorik, kam von der Universität Krakau, war später ein bekannter Komponist
- Johann Arbeiter (Jan Arbeiter), um 1780, Ordensbruder, später Superior
- Franciszek Skrysowski, um 1785, Ordensbruder, später Superior
- Szymon Franciszek Smulski, um 1795, Ordensbruder, später Superior
- Franz Weinreich (Franciszek Weinreich), um 1800, Ordensbruder, später Superior